# Lithostege duplicaria
Lithostege duplicaria är en fjärilsart som beskrevs av Jacob Hübner 1796-1799. Lithostege duplicaria ingår i släktet Lithostege och familjen mätare. Inga underarter finns listade i Catalogue of Life.